# 大梅多 (明尼蘇達州)
大梅多（英語：Grand Meadow）是一個位於美國明尼蘇達州毛爾縣的城市。

## 歷史
大梅多於1870年成立，得名自當地的草原。

## 人口
根據2020年美國人口普查的數據，大梅多的面積為1.77平方千米，皆為陸地。當地共有人口1127人，而人口密度為每平方千米637人。